# Emmaüskerk (Terneuzen)

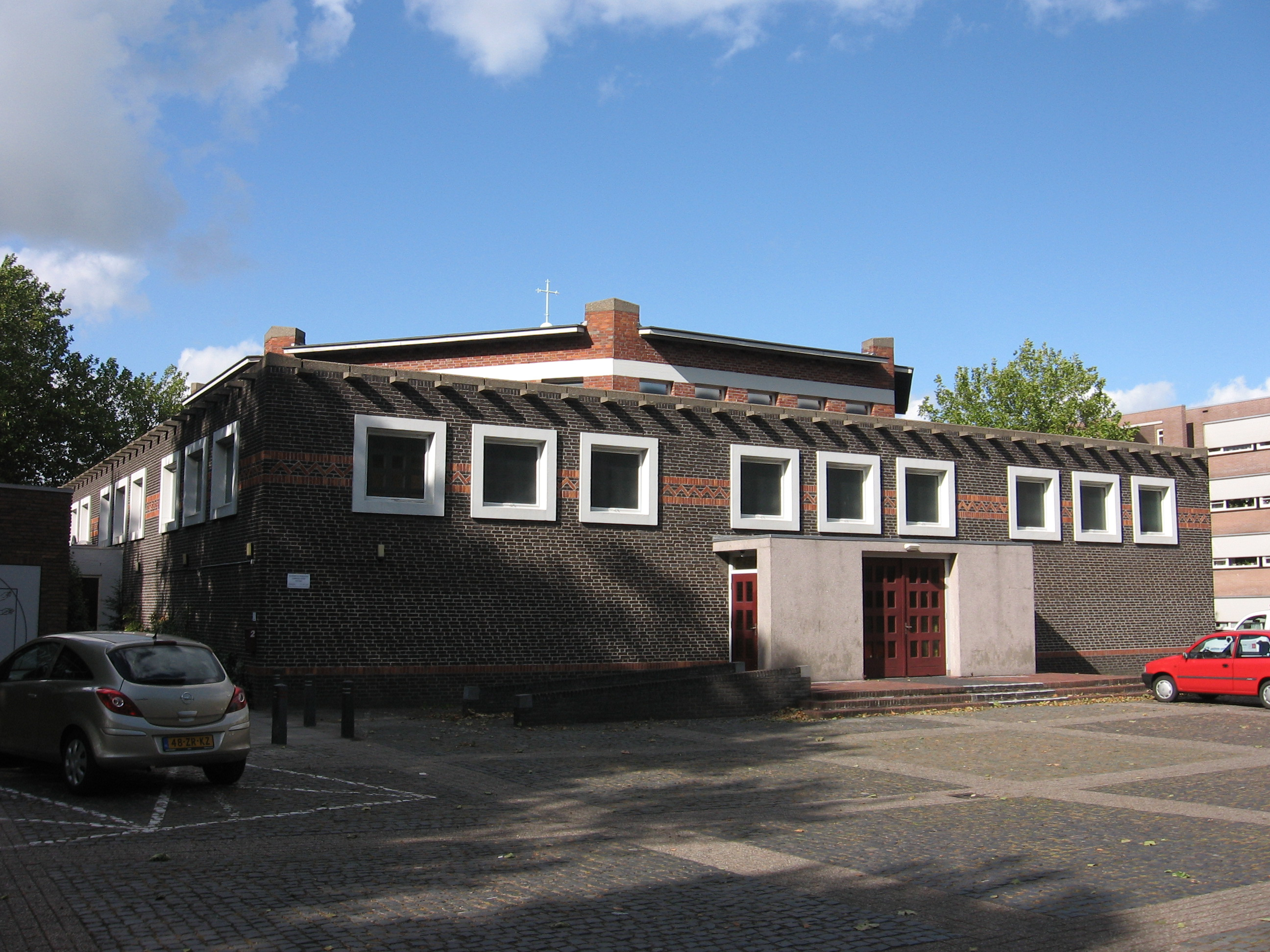
Emmaüskerk

De Emmaüskerk is een parochiekerk in de Zeeuwse stad Terneuzen, gelegen aan Alberdingk Thijmstraat 2.

## Geschiedenis
Dit kerkgebouw was bedoeld als de tweede parochiekerk van Terneuzen, naast de reeds bestaande Sint-Willibrorduskerk. De kerk werd in een naoorlogse nieuwbouwwijk gebouwd. Het is een bouwwerk in de stijl van de Bossche School, ontworpen door architectenbureau Siebers & Van Dael. De kerk heette oorspronkelijk: Triniteitskerk.
In 1997 fuseerde de Triniteitsparochie met de Willibrordusparochie (die toen kerkte in de Opstandingskerk), tot de Emmaüsparochie. De Triniteitskerk werd toen omgedoopt in Emmaüskerk.

## Gebouw
Het betreft een bakstenen zaalkerk op rechthoekige plattegrond, met sobere betonnen ornamenten. Boven het doosvormige gebouw verheft zich een lage achtkante centraalbouw, voorzien van een tentdak met daarop een kruis. De kerk bezit geen toren.